# Ройггайм
Ройггайм (нім. Roigheim) — громада в Німеччині, знаходиться в землі Баден-Вюртемберг. Підпорядковується адміністративному округу Штутгарт. Входить до складу району Гайльбронн.
Площа — 14,01 км2. Населення становить 1458 ос. (станом на 31 грудня 2020).